# République crémasque

La République crémasque (en italien : Repubblica Cremasca) est une ancienne république aujourd'hui située en Lombardie, au nord de la province de Crémone.
Sa capitale était Crema.

## Historique
Appartenant à la république de Venise depuis 1449, Crema et sa province furent prises le 28 mars 1797 par les troupes françaises qui destituèrent les autorités vénitiennes et fondèrent la République crémasque, qui ne dura que trois mois, puisqu'elle fut intégrée le 10 juillet 1797 dans la République cisalpine. 